# Mont Étenclin
Le mont Étenclin est une colline du Massif armoricain. Elle est située dans le département de la Manche, sur la commune de Varenguebec. Il culmine à 131 m d'altitude. Il fait partie d'un ensemble de collines encerclant la ville de La Haye-du-Puits et surnommé « clos du Cotentin ».

## Toponymie
Le nom est attesté sous la forme Mont Estenclif en 1262 (Archives de la Manche H 810),.
Il s'agit d'une formation toponymique scandinave ou anglo-scandinave en -clif, appellatif toponymique issu du norrois klif, « rocher, butte, falaise »,, ; cf. Monte Escaulleclive 1190 / Escalleclif XIIe siècle (Doville) — situé en face du mont Étenclin —, Risleclif (Eure, Conteville, XIe siècle), Witeclive (en 1060, Eure, Évreux, aujourd'hui Côte Blanche), Verclives (Eure, Warclive en 1190), Carquelif (Seine-Maritime, Sainte-Marie-des-Champs, Kareclif en 1226), etc. Le premier élément Éten- (Esten-) représente l'ancien scandinave steinn « pierre », assez fréquemment attesté en Normandie ; cf. la roche Gélétan (La Hague) — [rocam] le Jalestain vers 1200, désignant un gros rocher actuel servant d'amer — et Étennevaux — Estennewant en 1207, nom d'un champ vangr > -want où se trouve encore actuellement un menhir —, Esteinvei vers 1320 à Fresville, « le gué de pierre », du normand vei, vey « gué », Étalondes, etc.
Mont- a été ajouté lorsque le mot clif n'était plus compris et a fait par la suite place au mot clin signifiant « incliné ».

## Géologie
Le mont est constitué de grès armoricain surmontant des schistes. Ses roches sédimentaires appartiennent à l'Ordovicien, période du Paléozoïque.

## Histoire
Il a été le théâtre d'un affrontement violent et coûteux en vies humaines entre le 3 et le 10 juillet 1944 pendant la bataille de La Haye-du-Puits.